# Domingo Petrarca

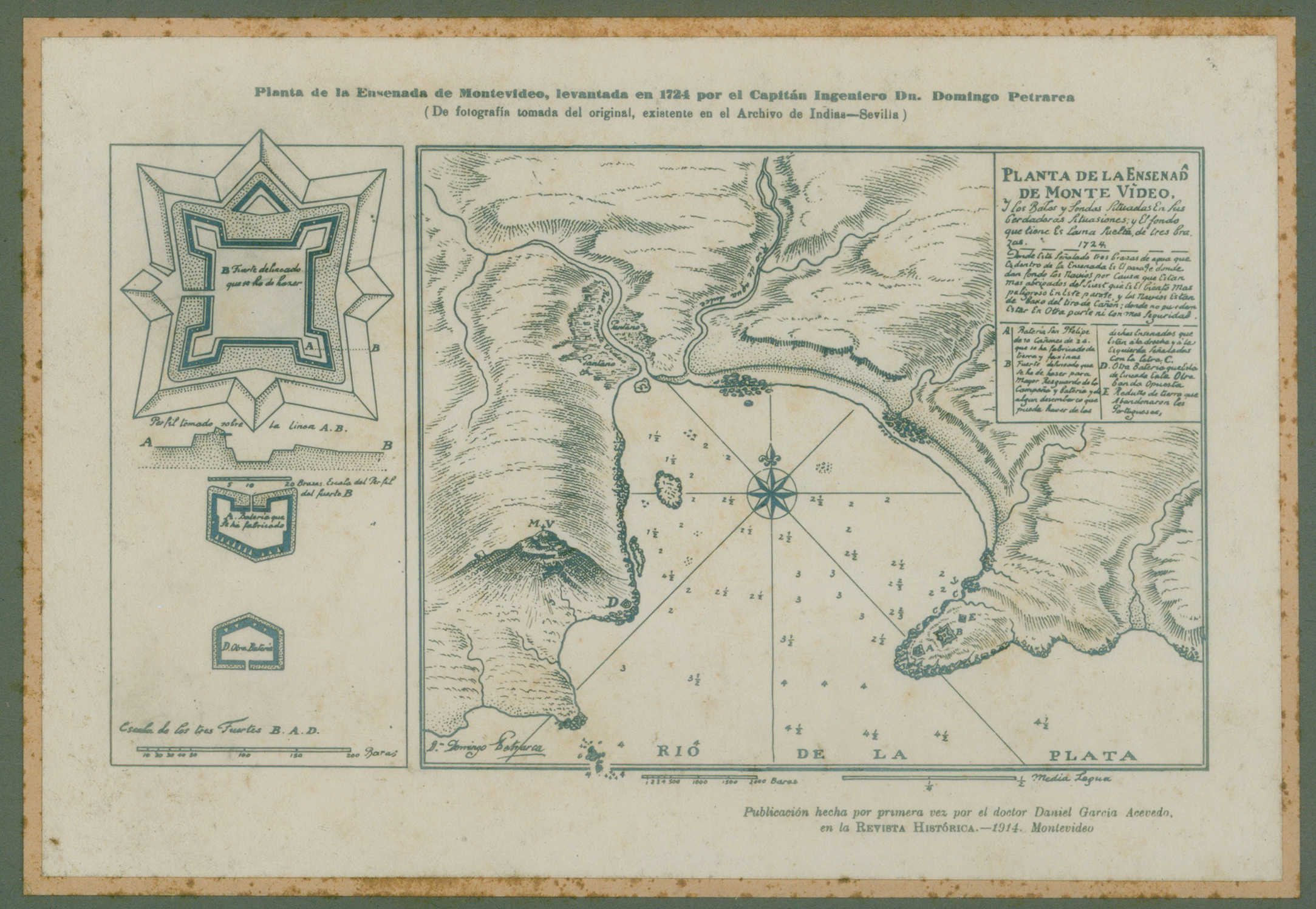
Planta de la Ensenada de Montevideo

Domingo Petrarca (siglo XVII-1736) fue un ingeniero militar que se encargó de diseñar el plano de la bahía de Montevideo en 1719. No existen fuentes que brinden información del lugar ni de la fecha de nacimiento, pero por su apellido se puede deducir que su origen fue italiano. Se lo conoce como contemporáneo de Bruno Mauricio de Zabala, fundador de Montevideo, dado que en 1717 se hallaban juntos en Buenos Aires.

## Obra
Debido al avance portugués Zabala le pide a Petrarca que realice delimitaciones en la ciudad, luego de desalojar a los portugueses.
Zabala consideró necesario, luego del desalojo, fortificar y poblar la bahía de Montevideo como forma de mantener sus tierras.
Petrarca además de planificar las fortificaciones, también diseñó la ciudad donde se alojarían las nuevas familias.
Asimismo, fue quien se encargó de una construcción que en 1724 se denominó "El fuerte", ubicada donde hoy día se encuentra la plaza Zabala en Montevideo. Este lugar ofició de Casa de Gobierno hasta 1880.
Domingo Petrarca falleció en 1736 en Buenos Aires.